# 概念計畫8022-02
概念計畫8022-02(CONPLAN 8022-02)是美国战略司令部擬定的攻擊北韓計畫，2003年擬定，為了應對北韓有戰爭意圖的跡象時，美韓方先制主動攻擊的計畫。
計畫採用電腦病毒和輿論擾亂戰術，之後從地下通道或潛艇上派出的特戰隊攜帶戰術核武進入北韓境內特種攻擊，癱瘓北韓大部分軍力後再視戰局和國際情況而定，可以進取攻入北韓或者至少殲滅北韓38線前線部隊，使其軍力倒退20年。